# 독성죄
독성죄(라틴어: Simonia)는 교회법상 가장 큰 죄에 해당하는 죄로 파문에 해당하는 죄를 말한다. 성직모독죄와 신성모독죄가 이 죄에 해당된다.

## 같이 보기
- 민법
- 보름스 협약
- 부정부패
- 그레고리오 개혁
- 대사 (가톨릭)